# Pico Carlit
El pico Carlit (del francés: Pic Carlitte); en catalán: Puig Carlit es la cima culminante del departamento francés de los Pirineos Orientales.

## Geografía

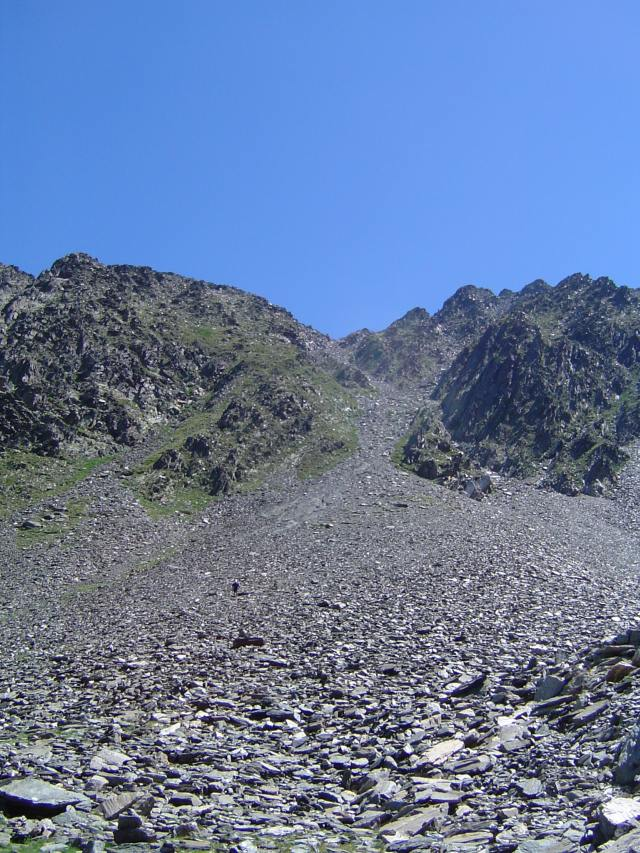
Vista de la cima

El pico Carlit forma parte del macizo granítico de Capcir, que se encuentra salpicado por 27 lagos y pequeños lagos en la región de Occitania, al noroeste de Font-Romeu. Su cima se sitúa a 2921 metros, permitiendo observar un inmenso panorama (desde el Canigó hasta los Pirineos Centrales).
Algunos de esos pequeños embalses que se pueden ver son los siguientes: Blau, Blau Petit, de la Llosa, Seco, de la Comassa, Soca de porc, Negro, Llat, Llong, de Vallell, de Dugues, de Sobirans y del Vivero.
Algunas de las cimas visibles desde lo alto del Carlit son el pico Aneto, el Petit Peric, la pica d'Estats, Sant Bertomieu, Puigpedrós, Tossa Plana de Lles, Coma d'Or, Puigpedrós de Lanós, Puig de Coll Roig, Envalira, Rocacolom, Fontnegre, Puigmal, Tosa d´Alp, Puigllançada, Moixeró, Pedraforca, Cadí, pic de la Grava y Puig Peric.
Da nacimiento al río Têt, que desemboca posteriormente en el Mediterráneo.

## Historia
La primera ascensión de este pico la realizó Henry Russell en 1865. La ascensión de su último tramo es delicada.

## Enclave turístico
Transporte público hasta el embalse de La Bullosa, a 2025 m.
Existe otra vía de acceso desde el embalse de Lanós.